# Berget
Berget este o arie protejată (arie specială de conservare — SAC, sit de importanță comunitară — SCI) din Suedia întinsă pe o suprafață de 0,56 ha, integral pe uscat.

## Localizare
Centrul sitului Berget este situat la coordonatele 59°19′17″N 15°24′21″E / 59.3213°N 15.4059°E.

## Înființare
Situl Berget a fost declarat sit de importanță comunitară în aprilie 2004 pentru a proteja 1 specie de plante. Situl a fost protejat și ca arie specială de conservare în martie 2011.

## Biodiversitate
Situată în ecoregiunea boreală, aria protejată nu include niciun habitat protejat.
La baza desemnării sitului se află o specie protejată de  plante: Saxifraga osloensis.